# Panamerikameisterschaft 2013 (Badminton)
Die Panamerikameisterschaften 2013 im Badminton fanden vom 21. bis zum 27. Oktober 2013 in Santo Domingo in der Dominikanischen Republik statt. Es war die 18. Austragung der Titelkämpfe. Vom 21. bis zum 23. Oktober wurde dabei der Teamwettbewerb ausgetragen, an den restlichen Tagen die Einzelwettbewerbe.

## Medaillengewinner
| Disziplin    | Gold                    | Silber                       | Bronze                          |
| ------------ | ----------------------- | ---------------------------- | ------------------------------- |
| Herreneinzel | Osleni Guerrero         | Sattawat Pongnairat          | Daniel Paiola                   |
| Herreneinzel | Osleni Guerrero         | Sattawat Pongnairat          | Howard Shu                      |
| Dameneinzel  | Michelle Li             | Jamie Subandhi               | Solángel Guzmán                 |
| Dameneinzel  | Michelle Li             | Jamie Subandhi               | Fabiana Silva                   |
| Herrendoppel | Adrian Liu Derrick Ng   | Kevin Li Nyl Yakura          | Nelson Javier Alberto Raposo    |
| Herrendoppel | Adrian Liu Derrick Ng   | Kevin Li Nyl Yakura          | Jonathan Solís Rodolfo Ramírez  |
| Damendoppel  | Eva Lee Paula Obanana   | Alexandra Bruce Phyllis Chan | Grace Gao Michelle Li           |
| Damendoppel  | Eva Lee Paula Obanana   | Alexandra Bruce Phyllis Chan | Daniela Macías Dánica Nishimura |
| Mixed        | Toby Ng Alexandra Bruce | Howard Shu Eva Lee           | Hugo Arthuso Fabiana Silva      |
| Mixed        | Toby Ng Alexandra Bruce | Howard Shu Eva Lee           | Daniel Paiola Paula Pereira     |
| Mannschaft   | Kanada                  | Vereinigte Staaten           | Brasilien                       |

## Mannschaft

### Endrunde
|  | Viertelfinale      | Viertelfinale      |        |                    | Halbfinale       | Halbfinale |  |  | Finale | Finale |
|  |                    |                    |        |                    |                  |            |  |  |        |        |
|  |                    |                    |        |                    |                  |            |  |  |        |        |
|  | Kanada             |                    |        |                    |                  |            |  |  |        |        |
|  |                    |                    |        |                    |                  |            |  |  |        |        |
|  | bye                |                    |        |                    |                  |            |  |  |        |        |
|  | Kanada             | 3                  |        |                    |                  |            |  |  |        |        |
|  | Kanada             | 3                  |        |                    |                  |            |  |  |        |        |
|  |                    | Brasilien          | 1      |                    |                  |            |  |  |        |        |
|  | Brasilien          | Brasilien          | 1      | 3                  |                  |            |  |  |        |        |
|  | Brasilien          |                    |        | 3                  |                  |            |  |  |        |        |
|  | Guatemala          | 0                  |        |                    |                  |            |  |  |        |        |
|  |                    |                    | Kanada | 3                  |                  |            |  |  |        |        |
|  |                    |                    |        | Vereinigte Staaten | 1                |            |  |  |        |        |
|  | Mexiko             | 2                  |        |                    |                  |            |  |  |        |        |
|  | Peru               | 3                  |        |                    |                  |            |  |  |        |        |
|  | Peru               | 3                  | Peru   | 0                  |                  |            |  |  |        |        |
|  |                    |                    | Peru   | 0                  | Spiel um Platz 3 |            |  |  |        |        |
|  |                    | Vereinigte Staaten | 3      |                    |                  |            |  |  |        |        |
|  | bye                | Vereinigte Staaten | 3      |                    | Brasilien        | 3          |  |  |        |        |
|  | bye                |                    |        |                    | Brasilien        | 3          |  |  |        |        |
|  | Vereinigte Staaten |                    |        | Peru               | 1                |            |  |  |        |        |
|  | Vereinigte Staaten |                    |        | Peru               | 1                |            |  |  |        |        |
|  |                    |                    |        |                    |                  |            |  |  |        |        |

## Medaillenspiegel
| Rang   | Land                    | Gold | Silber | Bronze | Gesamt |
| ------ | ----------------------- | ---- | ------ | ------ | ------ |
| 1      | Kanada                  | 4    | 2      | 1      | 5      |
| 2      | Vereinigte Staaten      | 1    | 4      | 1      | 6      |
| 3      | Kuba                    | 1    | 0      | 0      | 1      |
| 4      | Brasilien               | 0    | 0      | 5      | 5      |
| 5      | Trinidad und Tobago     | 0    | 0      | 1      | 1      |
| 5      | Guatemala               | 0    | 0      | 1      | 1      |
| 5      | Dominikanische Republik | 0    | 0      | 1      | 1      |
| 5      | Peru                    | 0    | 0      | 1      | 1      |
| Gesamt | Gesamt                  | 6    | 6      | 11     | 23     |